# Maréchal de Savoie
Le maréchalat de Savoie était la plus haute distinction militaire savoyarde. Le titre de maréchal de Savoie constitue une dignité dès le XIIe siècle dans l’organisation du comté, plus précisément militaire à partir du XIVe siècle, puis du duché de Savoie de 1416 jusqu'à sa suppression en 1559.

## Historique

### Origine
Les premiers maréchaux des comtes de Savoie sont apparus, semble-il, au cours du XIIe siècle, en même temps que ceux de France. Leur rôle se limitait alors aux chevaux et aux écuries, tout comme un connétable. Toutefois, il revêt une dimension toute particulière puisqu'il s'agit d'un personnage dans l'entourage direct du comte. Il ne possède, par ailleurs, pas une dimension militaire, pour cette première période.
La charge, devenue très rapidement héréditaire, a donné naissance à une dynastie dans le comté de Savoie, les Mareschal (Maréchal) ou Mareschal de Montmélian ou de Montmélian, pour le Général Bordeaux (1866-1951) ou Amédée de Foras, tandis que le médiéviste Guido Castelnuovo cite les travaux de Bernard Demotz en donnant les Maréchal de Saint Michel de Maurienne. Amédée de Foras sur les Mareschal de Montmélian indique que « peut-être descendaient-ils des anciens seigneurs de Saint-Michel en Maurienne, qui, eux-mêmes, portaient le nom de la localité où était situé leur fief principal ». Il affirme toutefois que « c'est évidemment le nom de la haute fonction héréditaire qui s'est transformée en désignation patronymique pour la Maison qui la remplissait ». Elle semble en tout cas détentrice de cette charge jusqu'en 1276.
Au siècle suivant, le maréchal appartient aux « membres de l'Hôtel [en tant qu'institution], officiers préposés aux écuries, [mentionnés notamment dans les] rouleaux savoyards ». Les comtes de Savoie réorganisent à cette période leur administration et le contrôle de leurs possessions. Ces réformes, qui se développent en réalité peu à peu, mettent en place des officiers permettant une meilleure gestion, mais aussi les rendant plus fidèles, avec notamment la fin des dynasties, chez qui se transmettait la charge. Le comte Pierre II de Savoie (1203-1268) semble ainsi être le premier à avoir agi dans ce sens. Le rôle de maréchal reste cependant identique aux premiers temps, puisqu'ils s'occupent des chevaux et des écuries.

### Officier militaire
Une évolution du statut va donner naissance à deux usages du titre. Si les maréchaux de l’Hôtel continuent d'exister dans l'entourage du comte, une nouvelle charge de maréchal dédiée cette fois à la guerre émerge. Il ne s'agit toutefois pas d'un officier, dont la durée reste courte. Par exemple, trois seigneurs, Guy Provana, Jean de Luyrieux et Girard de Grammont, sont nommés maréchaux lors d'une expédition militaire de 1332, menée par le comte Aymon. Un François de La Sarraz est désigné comme maréchal, quelques années plus tard (1352), lors d'une autre expédition.
Le maréchal en tant qu'officier militaire apparaît dans la seconde moitié du XIVe siècle (voir la liste ci-après). Certains peuvent être maréchaux en même temps, comme Étienne de La Baume et Gaspard (I) de Montmayeur.
Dans un édit du 17 juin 1430, publié dans le Code de lois sous le règne du premier duc de Savoie Amédée VIII, un chapitre est dédié au « De Marescalis et eorum officio ». La charge de maréchal permet de porter « comme insigne de leur charge un "bâton rouge orné de croix d'argent" ».
La charge de maréchal de Savoie prend fin en 1567 avec son abolition ordonnée par le duc Emmanuel-Philibert, et son dernier représentant le valdotain René de Challant. Samuel Guichenon rapporte « que la charge de Maréchal de Savoie fut supprimée par le Duc parce qu'elle donnait trop d'autorité ». Le duc remplace ce titre par celui de Grand Maître de l'Artillerie mais aussi de « Colonels généraux de l'infanterie et de la cavalerie, des grands Maîtres de l'artillerie ; Colonels des Suisses, Généraux des galères, Lieutenants-Généraux d'armée, Veadours-généraux et Maréchaux de Camps ».

### Recréations
Le premier roi de Sardaigne, Victor-Amédée II, recréé une charge de maréchal en 1730. Avec la mort de Bernhard Otto von Rehbinder (1662-1742), elle n'est pas renouvelée.
Le titre est à nouveau utilisé par le roi Victor-Emmanuel Ier, à partir de 1796, en instituant son lieutenant-général, le marquis Joseph-Amédée Sallier de La Tour. À sa mort du baron, il n'est pas remplacé. Le général-comte Ignace Thaon de Revel de Saint-André et de Pralungo est nommé maréchal en 1829, auquel succède Victor-Amédée Sallier de La Tour, fils du précédent.

## Maréchaux de Savoie

### Période médiévale
Selon le Général Bordeaux, la charge de maréchal aurait été, à l'origine, entre les mains d'une famille noble, les Montmélian, durant plus d'un siècle et qui aurait d'ailleurs accolé à son nom celui de Maréchal. (Marescalcus). Amédée de Foras indique ainsi un Petrus Mareschalus (Pierre Mareschal) — mentionné comme un témoin du comte Thomas I dans une donation en 1190 — est « supposé avoir été le premier Maréchal - qui fut certainement Maréchal du Comte, ce qui correspond à ce qui fut qualifié plus tard du titre Maréchal de Savoie ». Le Régeste genevois (1866), ne fait pas mention de ce dernier dans la donation à l'abbaye de l'Aulps, mais à la suite de Samuel Guichenon, mentionne un certain Wifred (Winfredus) ou Guifred (Guifredus Marescalcus Comitis) ou encore Ureffredus, entre 1203 et 1222. Le médiéviste Guido Castelnuovo nous donne, plus récemment, la précision en indiquant qu'il s'agissait de la famille Maréchal de Saint Michel de Maurienne. Cette famille possède en tout cas la charge jusqu'en 1276.
Les auteurs comme le Général Bordeaux, le chanoine Jean-Louis Grillet ou plus récemment le médiéviste Guido Castelnuovo donnent comme principaux titulaires de la charge, pour la période allant de la deuxième partie du XIVe siècle jusqu'à son abolition en 1567, les personnalités suivantes, :
| Années                 | Nom (Famille)                                                   | Éléments biographiques | Chevalier de l'Ordre du Collier, puis de l'Annonciade (année) | Blason |
| ---------------------- | --------------------------------------------------------------- | --- | ------------------------------------------------------------- | ------ |
| v. 1353,               | Étienne de La Baume Bâtard de (La Baume)                        | Seigneur de Saint-Denis (de Chausson) et de Chavannes, Amiral de Savoie (v.1366). Dit « domino Stephano de Balma militi, marescallo Sabaudiae ». Bâtard de Étienne de La Baume, grand maître des arbalétriers du roi de France, maréchal de Provence. | 1362                                                          |        |
| 1363-1383,             | Gaspard (I) de Montmayeur (....-1383) maison de Montmayeur      | Baron. Châtelain de La Rochette (1358-1360, puis 1364-1368) et de Tarentaise (1369-1383), de Conflans (1376) | 1362                                                          |        |
| v. 1387-1421           | Boniface Ier de Challant famille de Challant                    | Seigneur de Fénis et de Varey (Piémont) | 1410                                                          |        |
| 1384-1403              | Jean de Cervens, dit du Vernay, (....-1410) famille de Cervens  | Seigneur de La Rochette (Chablais) et du Chêne (Vaud), bailli de Bresse et châtelain de Bourg de 1389 à 1393 | 1383-1391 1409/1410                                           |        |
| v. 1412-avant 1436     | Gaspard (II) de Montmayeur (....-1432) maison de Montmayeur.    | Fils de Gaspard I. Seigneur de Villard-Sallet, bailli de Vaud (1403-1404), avoué de Payerne (1407-1427), châtelain de la Tour-de-Peilz (1406-1414), de Tarentaise (1415-1432), de Châtillon (1419-1429) et de La Rochette (1429-1432)                 | 1413-1431                                                     |        |
| 1426-1435              | Manfred de Saluces (vers 1395-1435) Marquis de Saluces          | Épouse Françoise, fille de Gaspard II de Montmayeur. Seigneur de Mulazzan et de Grésy, Châtelain de Lanzo (1427-1435) |                                                               |        |
| 1436-v.1455            | Louis de Savoie-Raconis (....-....) Bâtard de Savoie-Achaïe     | Fils illégitime du seigneur Louis de Savoie-Achaïe. Seigneur de Raconis, à l'origine de la branche bâtarde de Savoie-Raconis (it) | vers 1434                                                     |        |
| 1436-1457              | Jean de Seyssel-La Chambre famille de Seyssel                   | Seigneur de Barjac(t) et de La Rochette. Châtelain de Bagé (1446 à 1457) et de Tarentaise (1454-1456) | 1440-1465                                                     |        |
| v. 1451 (?)            | Jean, bâtard d'Armagnac (selon Guichenon)                       | Seigneur de Gourdon |                                                               |        |
| v. 1455,               | Jacques (I) de Montmayeur (vers 1405-1487) maison de Montmayeur | Fils de Gaspard II. Premier comte de Montmayeur, en 1449. Lieutenant-général deçà les monts en 1450. | 1440                                                          |        |
| v. 1465-1468           | François Ier de Gruyère famille de Gruyère                      | Chevalier, bailli de Vaud (1452-1453, puis 1457), chambellan et conseiller ducal (1454), bailli de Faucigny (1458), bailli de Savoie (1471-1477),. |                                                               |        |
| v. 1480,               | Claude de Seyssel famille de Seyssel                            | Co-seigneur d'Aix | 1465                                                          |        |
| v. 1482,               | Claude de Savoie-Raconis (it) Savoie-Raconis (it)               | Seigneur de Raconis | 1518                                                          |        |
| v. 1482-1485           | Anthelme de Miolans famille de Miolans                          | Baron. Épouse Gilberte de Polignac, héritière de la famille de Montmayeur, en tant que nièce de Jacques de Montmayeur. |                                                               |        |
| v. 1492,               | Hugues (Hugonin) de La Palud (Palu, Pallud) famille de La Palud | Comte de Varax, | 1482                                                          |        |
| v. 1504-1505           | Louis de Miolans famille de Miolans                             | Baron de Miolans, comte de Montmayeur |                                                               |        |
| 1530-1560 ou 1527-1567 | René de Challant famille de Challant                            | Comte de Chalant et de Valangin. Conseiller et chambellan du duc de Savoie | 1518                                                          |        |

Le médiéviste Bertrand Schnerb fait observer que le maréchalat de Savoie, tout comme celui de son voisin dans le royaume de France, s'exerce parfois conjointement par deux personnalités selon les périodes : Gaspard (I) de Montmayeur avec Étienne de La Baume ; Jean de Vernay et Boniface de Challant ; Gaspard (II) de Montmayeur et Manfred de Saluces ; Louis de Savoie-Raconis, et Jean de Seyssel-La Chambre.

## Origines des maréchaux
Au cours de la période présentée dans le tableau ci-dessus, on peut observe que la majorité des maréchaux sont issus de la Savoie où des terres contrôlés par ses princes, hormis Manfred de Saluces,. Ils sont issus des deux versants des possessions alpines des comtes puis ducs de Savoie. Tous appartiennent à de grands lignages de Savoie ou des régions avoisinantes.
Sur l'origine familiale, trois sont issus de la famille, originaire de Maurienne, de Montmayeur et deux de l'Avant-Pays appartenant aux Seyssel. Deux maréchaux sont issus d'une branche collatérale des Savoie, le bâtard d'Achaïe, Louis de Savoie-Raconis, puis Claude de Savoie-Raconis.